# Бела Црква (Крупањ)
Бела Црква је насеље у Србији у општини Крупањ у Мачванском округу. Према попису из 2022. било је 496 становника.

## Историја
У Белој Цркви су нађени археолошки налази који припадају култури Белотић — Бела Црква, подгрупи Ватинске културе.
У Белој Цркви је 7. јула 1941. године, испред старе кафане у којој је данас Музеј, Рађевска партизанска чета Ваљевског партизанског одреда, под руководством Жикице Јовановића Шпанца, је позвала окупљени народ са Ивандањске светковине на устанак и испалила прве устаничке хице на жандармеријску патролу која је покушала да растера народни збор. Пошто су том приликом убијена два жандарма, Богдан Лончар и Миленко Бранковић, 7. јул је обележаван као Дан устанка народа Србије.
Избијање устанка у Белој Цркви обележено је 1951. године бистама учесника догађаја (Жикица Јовановић, Миша Пантић и Чеда Милосављевић), које је урадио вајар Стеван Боднаров, а поводом тридесетогодишњице Устанка, 1971. године, израђен је спомен-комплекс „Симболика у камену“, који се састоји од девет антропоморфних гранитних громада са шајкачама и орнаменталним симболима, дело Богдана Богдановића.
У згради бивше Недељковића кафане постављена је изложба „7. јул 1941. године“, а у згради сеоске општине изложба „Револуционарне традиције Западне Србије 1804-1981. године“. У порти Цркве Св. Ђорђа, изграђеној у другој половини 19. века, налази се гроб Дарка Рибникара, једног од оснивача „Политике“, Партизанска гробница – споменик аутора Милуна Стамболића и надгробни и други споменици из оба светска рата. Све заједно ово чини Споменички комплекс Бела Црква.
Овде се налази ОШ „Жикица Јовановић Шпанац” Бела Црква.

## Галерија
- Црква Св. Георгија
- Зграда нове школе
- Спомен комплекс
- Црква Св. Георгија

## Демографија
У насељу Бела Црква живи 607 пунолетних становника, а просечна старост становништва износи 41,7 година (40,4 код мушкараца и 43,2 код жена). У насељу има 234 домаћинства, а просечан број чланова по домаћинству је 3,23.
Ово насеље је великим делом насељено Србима (према попису из 2002. године), а у последња три пописа, примећен је пад у броју становника.
|  |

| Демографија | Демографија | Демографија |
| Година      | Становника  | Становника  |
| ----------- | ----------- | ----------- |
| 1948.       | 1.053       |             |
| 1953.       | 1.080       |             |
| 1961.       | 998         |             |
| 1971.       | 926         |             |
| 1981.       | 888         |             |
| 1991.       | 866         | 866         |
| 2002.       | 755         | 764         |

| Етнички састав према попису из 2002.‍ | Етнички састав према попису из 2002.‍ | Етнички састав према попису из 2002.‍ | Етнички састав према попису из 2002.‍ | Етнички састав према попису из 2002.‍ |
| ------------------------------------ | ------------------------------------ | ------------------------------------ | ------------------------------------ | ------------------------------------ |
|                                      |                                      |                                      |                                      |                                      |
| Срби                                 | Срби                                 |                                      | 742                                  | 98,27%                               |
| Југословени                          | Југословени                          |                                      | 3                                    | 0,39%                                |
| Хрвати                               | Хрвати                               |                                      | 1                                    | 0,13%                                |
| непознато                            | непознато                            |                                      | 3                                    | 0,39%                                |

| Година пописа     | 1948. | 1953. | 1961. | 1971. | 1981. | 1991. | 2002. |
| ----------------- | ----- | ----- | ----- | ----- | ----- | ----- | ----- |
| Број домаћинстава | 156   | 162   | 189   | 208   | 219   | 240   | 234   |

| Број чланова      | 1  | 2  | 3  | 4  | 5  | 6  | 7 | 8 | 9 | 10 и више | Просек |
| ----------------- | -- | -- | -- | -- | -- | -- | - | - | - | --------- | ------ |
| Број домаћинстава | 53 | 53 | 29 | 46 | 14 | 28 | 7 | 1 | 1 | 2         | 3,23   |

| Пол    | Укупно | Неожењен/Неудата | Ожењен/Удата | Удовац/Удовица | Разведен/Разведена | Непознато |
| ------ | ------ | ---------------- | ------------ | -------------- | ------------------ | --------- |
| Мушки  | 323    | 89               | 206          | 20             | 7                  | 1         |
| Женски | 308    | 35               | 206          | 64             | 3                  | 0         |
| УКУПНО | 631    | 124              | 412          | 84             | 10                 | 1         |

| Пол    | Укупно                    | Пољопривреда, лов и шумарство | Рибарство                            | Вађење руде и камена | Прерађивачка индустрија       |
| ------ | ------------------------- | ----------------------------- | ------------------------------------ | -------------------- | ----------------------------- |
| Мушки  | 216                       | 150                           | 0                                    | 4                    | 6                             |
| Женски | 132                       | 92                            | 0                                    | 0                    | 8                             |
| УКУПНО | 348                       | 242                           | 0                                    | 4                    | 14                            |
| Пол    | Производња и снабдевање   | Грађевинарство                | Трговина                             | Хотели и ресторани   | Саобраћај, складиштење и везе |
| Мушки  | 1                         | 5                             | 14                                   | 1                    | 5                             |
| Женски | 1                         | 0                             | 11                                   | 1                    | 0                             |
| УКУПНО | 2                         | 5                             | 25                                   | 2                    | 5                             |
| Пол    | Финансијско посредовање   | Некретнине                    | Државна управа и одбрана             | Образовање           | Здравствени и социјални рад   |
| Мушки  | 0                         | 1                             | 8                                    | 10                   | 3                             |
| Женски | 0                         | 0                             | 1                                    | 11                   | 3                             |
| УКУПНО | 0                         | 1                             | 9                                    | 21                   | 6                             |
| Пол    | Остале услужне активности | Приватна домаћинства          | Екстериторијалне организације и тела | Непознато            | Непознато                     |
| Мушки  | 4                         | 0                             | 0                                    | 4                    | 4                             |
| Женски | 1                         | 0                             | 0                                    | 3                    | 3                             |
| УКУПНО | 5                         | 0                             | 0                                    | 7                    | 7                             |